# Rivière Leblanc
Rivière Leblanc är ett vattendrag i Kanada.   Det ligger i provinsen Québec, i den sydöstra delen av landet, 300 km norr om huvudstaden Ottawa. Rivière Leblanc ligger vid sjön Lac Vincent.
I omgivningarna runt Rivière Leblanc växer i huvudsak blandskog. Trakten runt Rivière Leblanc är nära nog obefolkad, med mindre än två invånare per kvadratkilometer.